# Marmári (Laconie)
Marmári (en grec moderne : Μαρμάρι) est un village du dème du Magne-Oriental, dans le district régional de Laconie, en Grèce.

## Géographie
Marmári appartient à la communauté locale de Lágia au sud-est du Magne et est situé à l'ouest de l'isthme reliant le cap Matapan au continent, du versant opposé à Pórto Kágio.
La côte porte le nom de Baie de Marmári.